# قشلاق یوزقویی (خداآفرین)
قشلاق یوزقویی یکی از روستاهای استان آذربایجان شرقی است که در دهستان گرمادوز غربی بخش گرمادوز شهرستان خداآفرین واقع شده‌است.

## منابع

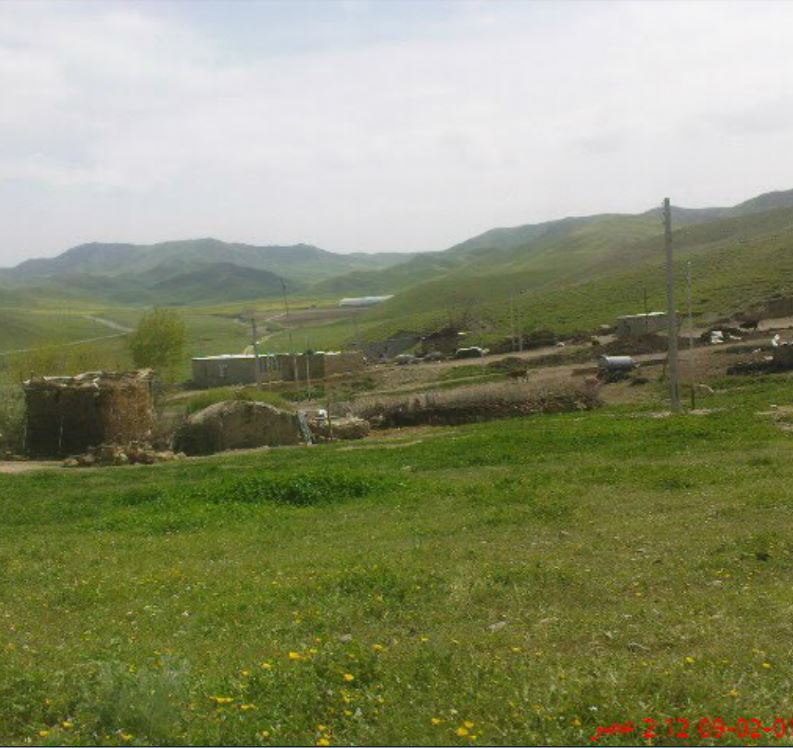
نمایی از قشلاق یوزقویی یا محمودعلیلو